# Magnus Kaastrup
Magnus Kaastrup Refstrup Lauritsen (født 28. december 2000 i Virring) er en dansk fodboldspiller, der spiller for Aarhus Fremad.

## Privatliv
Kaastrup fik i 4. klasse konstateret diagnoserne ADD, OCD og angst. Kaastrup valgte som 18 årig at dele diagnoserne med pressen for at inspirere andre til at bryde det tabu, der kan være omkring det at have en eller flere psykiske diagnoser.

## Klubkarriere
Kaastrup startede sin fodboldkarriere i SSV Fodbold, der er en sammenslutning mellem samarbejdsklubberne Stilling, Solbjerg og Virring, hvor han blandt andet blev trænet af sin mor.

### AGF
Kaastrup skiftede i sommeren 2013 som U/14-spiller fra SSV Fodbold til AGF. Han var en del af talenttræningen i AGF, mens han stadig spillede i SSV Fodbold.
Han skrev under på sin første ungdomskontrakt 1. januar 2016, hvor han netop var fyldt 15 år. Kontrakten havde en varighed af tre år. Han var da fast mand på U/17-holdet som førsteårs U/17-spiller. Det fortsatte som andenårs U/17-spiller i U/17 Ligaen i 2016-17-sæsonen, hvor det blev til 11 mål i 26 kampe, således han var med til at hjælpe AGF til en 1. plads i landets bedste U/17-række. Dette resulterede i, at han fra starten af 2017, mens han stadig var U/17-spiller, trænede fast med ved klubbens førstehold.
Han fik sin debut for AGF's førstehold den 14. juli 2017 i 1. spillerunde af Superligaen 2017-18, da han blev skiftet ind i det 75. minut i stedet for Jakob Ankersen i et 1-2-nederlag hjemme til AC Horsens. Da var han 16 år og 198 dage gammel, og det gjorde ham til den yngste debutant for AGF i Superligaen nogensinde. Han var samtidig den fjerdeyngste debutant nogensinde i Superligaen.
Han skrev ulitimo marts 2018 under på en forlængelse af sin kontrakt frem til udgangen af 2020. Det gjorde ham samtidig til fuldtidsprofessionel modsat tidligere, hvor han var på ungdomskontrakt.

#### Udlejninger til Dortmund og Viborg FF
Han blev den 27. maj 2019 udlejet til den tyske klub Borussia Dortmund. Aftalen havde en varighed af et år, og han skulle spille på klubbens andethold. Hans træner her var den tidligere AGF'er Mike Tullberg, og Kaastrup spillede 17 kampe på holdet, inden han blev skadet i januar 2020. Dortmund var ved lejemålet afslutning indstillet på at forlænge dette.
I stedet valgte AGF at hente Kaastrup hjem igen og forlængede samtidig kontrakten med ham, så den løber til udgangen af 2021.
På transfervinduets sidste dag, 5. oktober 2020, blev Kaastrup udlejet for resten af efterårssæsonen til Viborg FF. Han fik sin debut for Viborg den 16. oktober, da han fik syv minutters spilletid i en 3-1-sejr over Fremad Amager. Han nåede at spille 10 kampe, score ét mål og levere to assists.

### Lyngby Boldklub
På transfervinduets sidste dag i vinteren 2021 skiftede Kaastrup til Lyngby Boldklub på en 2½-årig kontrakt.

### Udleje til IK Sirius
Den 29. marts 2023 blev Kaastrup lejet ud til svenske IK Sirius der holder til i den bedste svenske række Allsvenskan.

## Landsholdskarriere
Han fik sin debut i landsholdsregi for U/16-landsholdet den 6. oktober 2015, da han startede inde og spillede alle 90 minutter i et 0-2-nederlag på Skive Stadion. Det blev til yderligere seks kampe for U/16-landsholdet under tre forskellige samlinger i henholdsvis Danmark ved førnævnte kamp samt en mere, to venskabskampe i Holland og tre venskabskampe i Polen. Han scorede under samlingen i Polen sit første mål i en 3-2-sejr over Schweiz den 18. maj 2016.
I august 2016 debuterede han på U/17-landsholdet ved Nordic Cup mod Cypern, hvor han blev skiftet ind efter 41 minutter i stedet for Emil Frederiksen. Han spillede i alt tretten kampe for U/17-landsholdet, hvor han scorede tre mål mod henholdsvis Island (2-0-sejr) ved Nordic Cup på Vousuula i Helsinki, Montenegro (1-0-sejr) på Nykøbing Falster Idrætspark i en venskabskamp og Liechtenstein (11-0-sejr) i en EM-kvalifikationskamp.